# Phaeotrichaceae
Die Phaeotrichaceae sind eine kleine Familie der Schlauchpilze, die alleine die Ordnung Phaeotrichales bilden.

## Merkmale
Arten der Phaeotrichales bilden einzelne oder in kleinen Gruppen Fruchtkörper, die mit Setae, also Borsten perithecien- oder kleistothezienähnlich sind. Sie sind unilocular, also einkammrig, kugelig, schwarz und auf einem Stroma. Die Peridie, also die Haut ist dünn, kohlenartig und häutig (membranös). Ein Hamathecium (das Gewebe zwischen den Schläuchen) ist nicht vorhanden oder aus sehr kleinen Pseudoparaphysen. Die Schläuche sind achtsporig, zweiwandig (bitunikat), fissitunikat (das heißt, der Schlauch fährt teleskopartig aus), und unregelmäßig verteilt oder in kleinen Gruppen zusammenstehend. Sie verschwinden bei Reife. Manchmal besitzen sie einen apikalen Ring. Die Sporen sind einreihig angeordnet, manchmal überlappen sie sich teilweise. Sie sind dunkelbraun bis rötlich braun, manchmal brechen sie in Stücke, sie können auch eine scheidenähnliche Hülle besitzen. Nebenfruchtformen sind nicht bekannt.

## Lebensweise
Die bekannten Arten der Phaeotrichales leben saprob auf Dung (koprophil) oder auf Boden.

## Systematik und Taxonomie
Die Familie wurde 1956 Roy Franklin Cain erstbeschrieben. 2020 wurde dann die Ordnung beschrieben.
Zurzeit (Stand Februar 2022) zählen nur folgende drei Gattungen zur Familie bzw. Ordnung:
- Echinoascotheca mit einer Art
- Phaeotrichum mit zwei Arten
- Trichodelitschia mit vier Arten